# Ботсвана
Ботсвана, официално Република Ботсвана (на цвана, и африканс Botswana, на английски Botswana) е страна в Африка, притежаваща богати находища на диаманти. Независима държава е от 1965 г. Граничи с Южноафриканската република, Зимбабве, Замбия и Намибия. Официални езици са английски и сетсуана. В Ботсвана живеят и работят значителен брой чужденци, включително и българи. Едно от чудесата на света – делтата на Окаванго се намира в Ботсвана. Окаванго се „влива“ в пустинята и изчезва в нея. 70% от територията на Ботсвана е заета от пустинята Калахари.

## Държавно устройство
Ботсвана е президентска република. Глава на държавата е президент, избиран от депутатите на Националната асамблея за срок от 5 години. Законодателната власт принадлежи на президента и парламента – Националната асамблея (40 депутати, избирани за 5 години и 4 назначавани от президента). Изпълнителната власт се осъществява от президента и правителството. Консултативен орган – Папата на вождовете.

## История
През 18 век територията на днешна Ботсвана е населявана от 8 независими племена бечуани. През 19 век страната е посетена от Дейвид Ливингстън и други европейски мисионери. От 1885 до 1966 Ботсвана е британски протекторат Бечуаналанд. На 30 септември 1966 е обявена независима република Ботсвана. През 1980 президент става Дж. Масир, а през 1998 – Ф. Могае. През 1966 г. страната става членка на Организацията за африканско единство.

## География
Ботсвана е страна без излаз на море, разположена на север от РЮА. Общата дължина на границите на страната е 4013 километра. Ботсвана граничи с: Намибия (дължина на границата 1360 км), с РЮА (1840 км), със Зимбабве (813 км) и със Замбия, като дължината на границата със Замбия е по-малка от 1 км. По-голямата част от населението на Ботсвана живее в източната ѝ част.

### Климат
Климатът на Ботсвана е сух поради краткия дъждовен период. Понякога отдалечеността на страната от екватора прави климата субтропичен. Сухият период продължава от април до октомври в южната част на страната, а в северната – до ноември. През зимата, продължаваща от май до август, в южна Ботсвана духат студени ветрове и понижават средните температури до 14 °C. В цялата страна през лятото е горещо със средни температури около 26 °C. През сухия период в Ботсвана е ветровито и с пясъчни бури.
| температура | 01    | 02    | 03    | 04    | 05    | 06    | 07    | 08    | 09    | 10    | 11    | 12    |
| ----------- | ----- | ----- | ----- | ----- | ----- | ----- | ----- | ----- | ----- | ----- | ----- | ----- |
| минимална   | 20 °C | 20 °C | 18 °C | 14 °C | 9 °C  | 5 °C  | 4 °C  | 8 °C  | 12 °C | 16 °C | 18 °C | 19 °C |
| максимална  | 32 °C | 31 °C | 30 °C | 28 °C | 25 °C | 22 °C | 22 °C | 26 °C | 29 °C | 31 °C | 31 °C | 32 °C |

## Административно деление
Ботсвана е разделена на 9 области, като всяка от тях е разделена на подобласти.
Областите са:
| Област                  | Карта |
| ----------------------- | ----- |
| 1. Северозападна област |       |
| 2. Област Ганзи         |       |
| 3. Централна област     |       |
| 4. Североизточна област |       |
| 5. Област Кгалагади     |       |
| 6. Област Куененг       |       |
| 7. Област Кгатленг      |       |
| 8. Южна област          |       |
| 9. Югоизточна област    |       |
| 10. Област Чобе         |       |

## Стопанство
Ботсвана получава независимостта си от Великобритания пред 1966 г. и оттогава започва нейното забележително развитие. За периода 1966 – 1999 г. средният икономически растеж е 9%, което я прави страната с най-продължителен висок растеж на икономиката в света изобщо

## Култура
Филмът „Боговете сигурно са полудели“ е заснет в Ботсвана.

## Други
- Комуникации в Ботсвана
- Транспорт в Ботсвана
- Армия на Ботсвана
- Външна политика на Ботсвана